# نونگستوئین
نونگستوئین (به انگلیسی: Nongstoin) یک منطقهٔ مسکونی در هند است که در بخش غرب خاسی هلیز واقع شده‌است. نونگستوئین ۲۸٬۷۴۲ نفر جمعیت دارد و ۱٬۴۰۹ متر بالاتر از سطح دریا واقع شده‌است.